# Éléonore-Claire de Hohenlohe-Neuenstein
Éléonore-Claire de Hohenlohe-Neuenstein (en allemand : Eleonore Klara von Hohenlohe-Neuenstein), née le 16 juillet 1632 à Neuenstein (comté de Hohenlohe-Neuenstein) et morte le 4 mai 1709 à Sarrebruck. Elle est une noble allemande, fille du comte Charles VII de Hohenlohe-Neuenstein et de Sophie de Deux-Ponts-Birkenfeld.

## Mariage et descendance
Le 14 juin 1662 elle se marie à Sarrebruck avec Gustave-Adolphe de Nassau-Sarrebruck (1632-1677), fils du comte Guillaume de Nassau-Sarrebruck (1590-1640) et de la comtesse Anne-Amélie de Bade-Durlach (1595–1651). Le couple a sept enfants :
- Louis Crato (1663-1713), marié avec Henriette-Philippine de Hohenlohe-Langenbourg (1679-1751)
- Charles-Louis (1665-1723)
- Sophie-Amélie de Nassau-Sarrebruck (1666-1736), mariée avec Albert-Wolfgang de Hohenlohe-Langenbourg (1659-1715).
- Gustave Adolphe (1667-1683)
- Sophie Éléonore (1669-1742)
- Sophie Dorothée (1670-1748)
- Philippe Guillaume (1671-1671)